# Xijiao (köpinghuvudort i Kina, Jiangsu Sheng, lat 32,96, long 119,74)
Xijiao (kinesiska: 西郊, 西郊镇) är en köpinghuvudort i Kina. Den ligger i provinsen Jiangsu, i den östra delen av landet, omkring 130 kilometer nordost om provinshuvudstaden Nanjing. Antalet invånare är 21 420. Befolkningen består av 10 551 kvinnor och 10 869 män. Barn under 15 år utgör 12,0 %, vuxna 15-64 år 70 %, och äldre över 65 år 17,0 %.
Runt Xijiao är det tätbefolkat, med 550 invånare per kvadratkilometer. Närmaste större samhälle är Shaoyang, 9,9 km öster om Xijiao. Trakten runt Xijiao består till största delen av jordbruksmark.
Genomsnittlig årsnederbörd är 1 119 millimeter. Den regnigaste månaden är juli, med i genomsnitt 254 mm nederbörd, och den torraste är januari, med 28 mm nederbörd.